# Galeria Podkowa
Galeria Podkowa – centrum handlowe w Podkowie Leśnej.

## Opis
Budowę Galerii Podkowy rozpoczęto w 2012 roku i trwała ona rok. Wykonawcą generalnym budynku była spółka Mirbud. Inwestorem galerii była firma MarcPol. Obecnie w Galerii Podkowie znajdują się takie punkty handlowe jak Carrefour Market, H&M, Subway, Rossmann czy MediaExpert. W najbliższych latach planowana jest rozbudowa obiektu.